# Distrikt Utco
Der Distrikt Utco liegt in der Provinz Celendín in der Region Cajamarca in Nordwest-Peru. Der Distrikt wurde am 14. Dezember 1954 gegründet. Er besitzt eine Fläche von 98,9 km². Beim Zensus 2017 wurden 1116 Einwohner gezählt. Im Jahr 1993 lag die Einwohnerzahl bei 1208, im Jahr 2007 bei 1304. Sitz der Distriktverwaltung ist die 2210 m hoch gelegene Ortschaft Utco mit 64 Einwohnern (Stand 2017). Utco befindet sich 9,5 km ostsüdöstlich der Provinzhauptstadt Celendín. Die Nationalstraße 8B von Celendín nach
Chachapoyas führt durch den Distrikt.

## Geographische Lage
Der Distrikt Utco befindet sich im südlichen Osten der Provinz Celendín. Er liegt an der Ostflanke der peruanischen Westkordillere am Westufer des nach Norden strömenden Río Marañón.
Der Distrikt Utco grenzt im Süden an den Distrikt Jorge Chávez, im Südwesten an den Distrikt José Gálvez, im Nordwesten und im Norden an den Distrikt Celendín sowie im Osten an die Distrikte Balsas und Chuquibamba (beide in der Provinz Chachapoyas).

## Ortschaften
Im Distrikt gibt es neben dem Hauptort folgende größere Ortschaften:
- El Limon